# Angelo Monteverdi
Angelo Monteverdi (Cremona, 24 gennaio 1886 – Lavinio, 11 luglio 1967) è stato un filologo italiano.

## Biografia
Militò nella prima guerra mondiale in qualità di ufficiale, dapprima presso il distaccamento di milizia territoriale di Porretta, poi al fronte (inizialmente nel 227º reggimento di fanteria quindi con il 6º). Durante il conflitto redasse un diario. Nel biennio 1918-1919 fu addetto militare aggiunto presso la legazione italiana di Berna.
Allievo di Francesco Novati, fu docente di filologia romanza nell'università svizzera di Friburgo (1922-1932), poi alla Statale di Milano (1932-1942),  e infine alla Sapienza di Roma, dove successe a Giulio Bertoni nella direzione dell'istituto di filologia romanza. Fu anche preside della Facoltà di Lettere e Filosofia. Alla sua scuola si formarono alcuni importanti filologi romanzi.
Già socio nazionale, dal 21 febbraio 1965 fu anche presidente dell'Accademia dei Lincei.
Condirettore delle riviste Studi medievali e Studj romanzi, direttore di Cultura neolatina, si occupò soprattutto dei rapporti tra lingua e cultura nel periodo delle origini delle letterature romanze.
Fu vicepresidente della Société de Linguistique Romane dal 1965 alla morte. Fu inoltre membro dell'Accademia dell'Arcadia.

## Omaggi
- Gli è stata intitolata la biblioteca della Facoltà di Lettere e Filosofia dell'Università di Roma "La Sapienza", in cui si conserva un ricco fondo di opere (circa 3.000) a lui appartenute.